# معركة بافيا 1525
وقعت معركة بافيا في صباح 24 فبراير 1525م قرب مدينة بافيا الإيطالية، وكانت المعركة الحاسمة في الحرب الإيطالية 1521م-1526م بين مملكة فرنسا وملكية هابسبورغ. دارت بين الجيش الفرنسي بقيادة فرنسوا الأول ملك فرنسا الذي حاصر مدينة بافيا، وقوات الإمبراطور شارلكان (كارلوس الأول في أسبانيا) المكونة من قوات ألمانية-إسبانية. وفي المعركة التي استمرت أربع ساعات، انقسم الجيش الفرنسي وهُزم بشكل كامل وكانت النتيجة انتصار شارلكان.
قُتل العديد من كبار النبلاء في فرنسا، وأُسر آخرون بمن فيهم ملك فرنسا فرانسوا الأول نفسه.
سُجن ملك فرنسا فرانسوا الأول في برج بيزغيتوني القريب ثم نُقل لاحقًا إلى إسبانيا، حيث كان يقيم شارلكان، استعدادًا لزواجه القادم من إيزابيلا ملكة البرتغال.
وقع فرانسوا وشارلكان معًا معاهدة مدريد عام 1526م، والتي تخلى فرانسوا بموجبها عن مطالباته بدوقية ميلانو الإمبراطورية وتنازل عن بورغوندي لآل هابسبورغ مقابل حريته. ومع ذلك، ندد فرانسوا بالمعاهدة بعد تحريره وسرعان ما أعاد فتح الأعمال العدائية بشأن بورغوندي وميلانو.